# Nussdorfer Straße (Wien)
Die Nussdorfer Straße im 9. Wiener Gemeindebezirk Alsergrund verbindet die Währinger Straße mit dem Gürtel bzw. der Heiligenstädter Straße.

## Geschichte

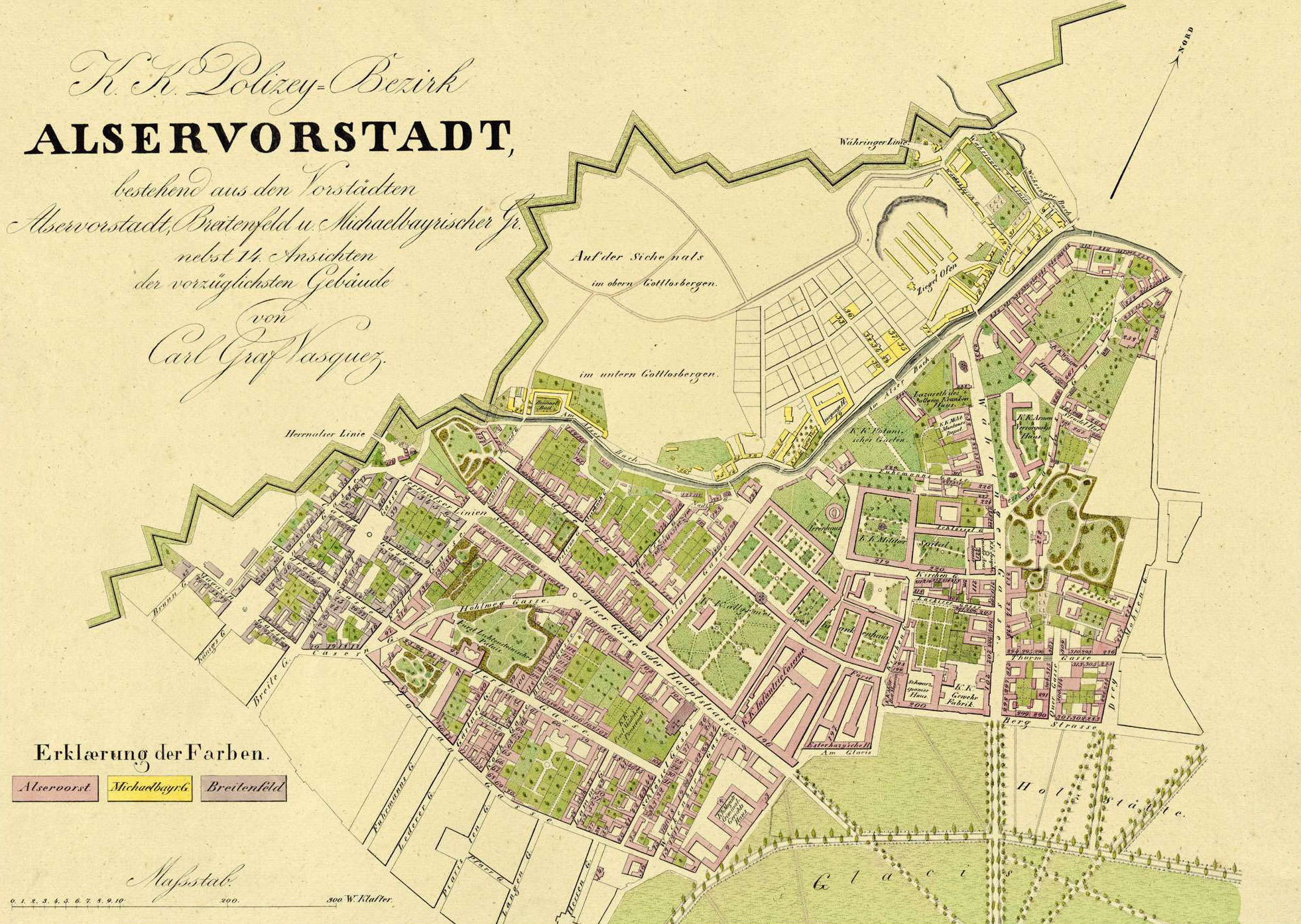
K.k. Polizey-Bezirk Alservorstadt
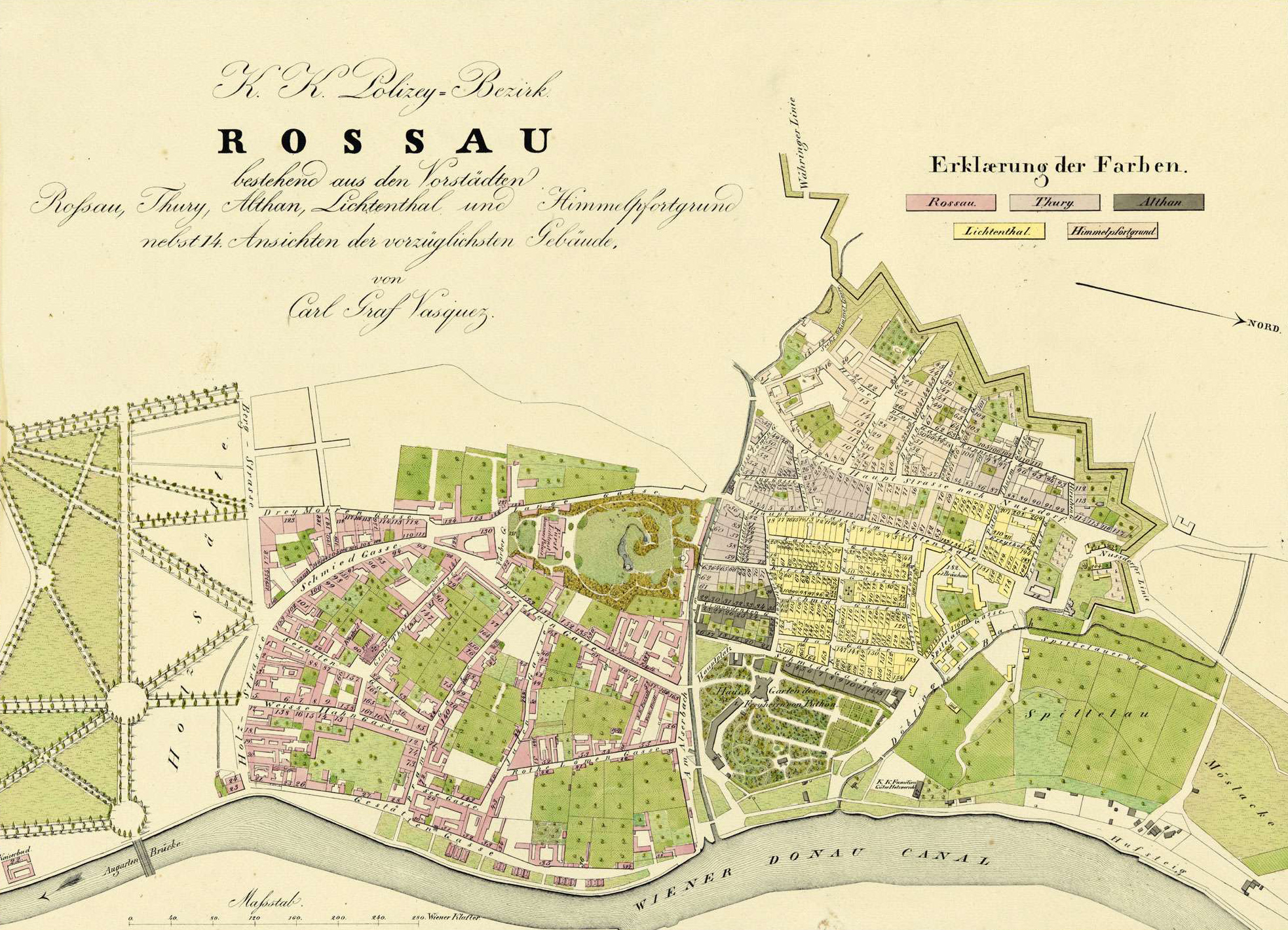
K.k. Polizey-Bezirk Rossau

Bereits im Mittelalter existierte im Bereich der heutigen Nussdorfer Straße ein Weg, der vom Schottentor über die Währinger Straße nach Klosterneuburg führte. Ab 1721 ist die Straße im eigentlichen Sinn nachweisbar. Der obere Teil (Hausnummern 51 bis 75) entstand erst nach der 1815 erfolgten Parzellierung der Kühtreiber'schen Ziegelofengründe. 1866–1867 wurde die Straße neu trassiert und die bis dahin starke Steigung entschärft. Als 1862 der Straßenzug nach dem Ziel Nussdorf benannt wurde, wurde sowohl die Obere Hauptstraße als auch der Teil der Straße Am Alserbach zwischen Währinger Straße und dem Bogen des Alserbaches in Richtung Osten (heute Alserbachstraße) einbezogen.
Bis zu deren Eingemeindung nach Wien im Jahr 1850 bildete die Straße die Grenze der Vorstädte Alservorstadt und Michelbeuern sowie Himmelpfortgrund, Thurygrund und Lichtental.
Im Haus Nussdorfer Straße 54 kam 1797 Franz Schubert zur Welt.
Nach 1879 entstand im Zwickel zwischen Nussdorfer Straße und Alserbachstraße die Markthalle Nussdorfer Straße.
Am 19. Oktober 1869 wurde durch die Nussdorfer Straße eine Pferdebahnstrecke eröffnet. Ab 28. Jänner 1897 wurde der Abschnitt zwischen Währinger Straße und Alserbachstraße elektrifiziert, ab Jänner 1902 auch der Rest der Strecke.

## Beschreibung

### Lage, Verlauf, Charakteristik
Die Nussdorfer Straße beginnt als Verlängerung der Spitalgasse an der Kreuzung mit der Währinger Straße. Gleich am Anfang zweigt in spitzem Winkel die Fluchtgasse ab. Der mit einer Grünanlage gestaltete Zwickel zwischen ihr und der Nussdorfer Straße wurde im November 2023 nach einem in unmittelbarer Nähe verübten Femizid in Ni-Una-Menos-Platz (nach der lateinamerikanischen Bewegung Ni una menos, die sich den Widerstand gegen misogyne Gewalttaten zur Aufgabe gemacht hat) benannt.  (Die Nummerierung der Häuser wurde dadurch nicht verändert.)
Die Nussdorfer Straße verläuft zunächst geradlinig bis zur Abzweigung der Alserbachstraße, die dem früheren Verlauf des mittlerweile kanalisierten Alserbachs folgend in ungefähr östlicher Richtung zum Donaukanal führt, und danach links an der Markthalle vorbei ab hier ansteigend in einem leichten Linksbogen. Im Bereich der Canisiusgasse verflacht sie und führt nun annähernd gerade, nur leicht geschwungen bis zur Kreuzung mit dem Währinger Gürtel und der Heiligenstädter Straße. Nach Unterquerung der Viaduktbögen der ehemaligen Wiener Stadtbahn (heute U-Bahn-Linie U6) setzt sich der Straßenzug in der Döblinger Hauptstraße fort.
Entsprechend der Lage im innerstädtischen Bereich ist die Nussdorfer Straße durchgehend geschlossen verbaut. Zum größten Teil stammt die Bausubstanz aus der Zeit des Wiener Historismus, teilweise mit späteren secessionistisch beeinflussten und auch mit modernen Gebäuden dazwischen. Vor allem in der Zone von Schubert- und Canisiusgasse sind noch Häuser aus der Zeit des Biedermeier, teilweise aus noch älteren Perioden erhalten, darunter Schuberts Geburtshaus (Nr. 54). Auch weiter stadtauswärts gibt es noch Bausubstanz aus diesen Perioden.
Zum Teil liegt die Straße in Schutzzonen nach § 7 der Bauordnung für Wien (Gebiete, die wegen ihres örtlichen Stadtbildes in ihrem äußeren Erscheinungsbild erhaltungswürdig sind). So gehören die ungeraden Hausnummern von 1 bis 19 zur Schutzzone Michelbeuern und die geraden von Nummern 2 bis 20 zur Schutzzone Alservorstadt wie auch zur Pufferzone des Weltkulturerbegebietes „Wien – Historisches Stadtzentrum“. Für den Bereich um die Markthalle (bis Hausnummer 34) ist eine Schutzzone Thury-Süd vorgeschlagen. Gegenüber erstreckt sich die Schutzzone Himmelpfortgrund von der Sechsschimmelgasse nach Norden bis über die Canisiusgasse (Nummer 49) und schließt auf der geraden Seite auch den Abschnitt um Schuberts Geburtshaus von Nummer 46 bis 58 in sich ein. Schließlich gehören auf der geraden Seite die Gebäude Nummern 78 bis 84 (um Vereinsstiege und Rufgasse) zur Schutzzone Liechtenthal sowie anschließend Nummern 86 und 88 (bis zur Viriotgasse) und auf der ungeraden Seite Nummern 59 bis 75 (von Pulverturmgasse bis nahe Währinger Gürtel) zur Schutzzone Thury-Nord.
An der gesamten Straße gibt es praktisch kein Grün, wenn man von dem gegenüber dem Beginn der Nussdorfer Straße gelegenen Arne-Karlsson-Park absieht. Ansonsten besteht nur an der Abzweigung der Fluchtgasse im Ni-Una-Menos-Platz eine kleine Grünanlage.

### Verkehr
Durch ihre Fortsetzung in der Döblinger Hauptstraße und der von ihr abzweigenden Billrothstraße einerseits und die Anbindung an die Heiligenstädter Straße andererseits ist die Nussdorfer Straße eine Verbindung von der Innenstadt und den südlichen inneren Bezirken in den ganzen 19. Bezirk, aber auch über die Donaukanal Straße, die Nordbrücke und die Donauufer Autobahn weiter in die nordwestliche Umgebung Wiens. Sie ist als Hauptstraße A eingestuft.
Vom Schottentor kommend erschließen die Straßenbahnlinien 37 (zur Hohen Warte) und 38 (nach Grinzing) die Nussdorfer Straße in ihrer ganzen Länge. Von Währinger Straße bis Alserbachstraße verkehren außerdem die Straßenbahnlinien 5 (vom Westbahnhof zum Praterstern) sowie 33 (von der U-Bahn-Station Josefstädter Straße zum Friedrich-Engels-Platz).
Am Anfang der Straße besteht Zugang zu den in der Währinger Straße verkehrenden Straßenbahnlinien 40, 41 und 42. Am anderen Ende befinden sich wenige Meter entfernt am Währinger Gürtel die U-Bahn-Station Nußdorfer Straße (Linie U6) sowie Haltestellen der Autobuslinien 35A und 37A. Die von der Alserbachstraße zur Sechsschimmelgasse (Fahrtrichtung Döblinger Friedhof) bzw. zur Fuchsthallergasse (Fahrtrichtung Schottenring) kreuzende Autobuslinie 40A bietet eine weitere Verbindung zum Stadtzentrum bzw. zum 18. und 19. Bezirk.
Fast über die ganze Länge wird der Gleiskörper der Straßenbahn durch Sperrlinien und Sperrflächen, teilweise auch durch Stuttgarter Schwellen vom Individualverkehr abgeschirmt. Aus Platzgründen sind Radfahr- bzw. Mehrzweckstreifen nur von der Währinger Straße bis zur Alserbachstraße, in Fahrtrichtung Norden noch ein Stück weiter bis zur Bindergasse möglich.
Da die Nussdorfer Straße auf der Stadtterrasse knapp westlich von deren Abfall zum Donauschwemmland liegt, zweigen Richtung Osten drei Stiegenanlagen von ihr ab. Es handelt sich um die Stiege zur Bindergasse, die Himmelpfortstiege und die Vereinsstiege (siehe dazu Stiegenanlagen am Alsergrund).

## Bemerkenswerte Adressen
(Denkmalgeschützte Objekte sind durch Fettdruck hervorgehoben.)
- vor Nr. 7 (Ni-Una-Menos-Platz, Ecke Fluchtgasse) Bronzeskulptur Flora Exemplar von Andrew Rogers (1999)[8]
- Nr. 8 Historistisches Zinshaus in altdeutschen Formen an der Ecke zur Widerhofergasse (1887–1890)
- Nr. 15 Eckhaus aus dem Jahr 1909 mit auffälliger Fassade, Architekt Isidor Giesskann[9]
- Nr. 22 Markthalle Nußdorfer Straße
- Nr. 47 Biedermeierhaus Zum goldenen Strauß
- Nr. 54 Haus Zum roten Krebsen, zweite Hälfte des 18. Jahrhunderts; Geburtshaus von Franz Schubert, Schubert-Museum
- Nr. 56 Vorstadthaus Zum goldenen Lamm, 18. Jahrhundert; Ensemble mit Nr. 54 und 58[10]
- Nr. 58 Vorstadthaus Zur heiligen Anna, 18. Jahrhundert; Ensemble mit Nr. 54 und 56[11]
- Nr. 59 Ehemaliges Gasthaus Zum weißen Schwan (Biedermeier)
- Nr. 65 Fünfgeschoßiges Zinshaus mit secessionistischem Dekor (Architekt Leopold Slovak, 1906)
- Nr. 80 Miethaus an der Ecke zur Vereinsstiege mit secessionistisch gestalteter Fassade (1909/10)

## Bildergalerie

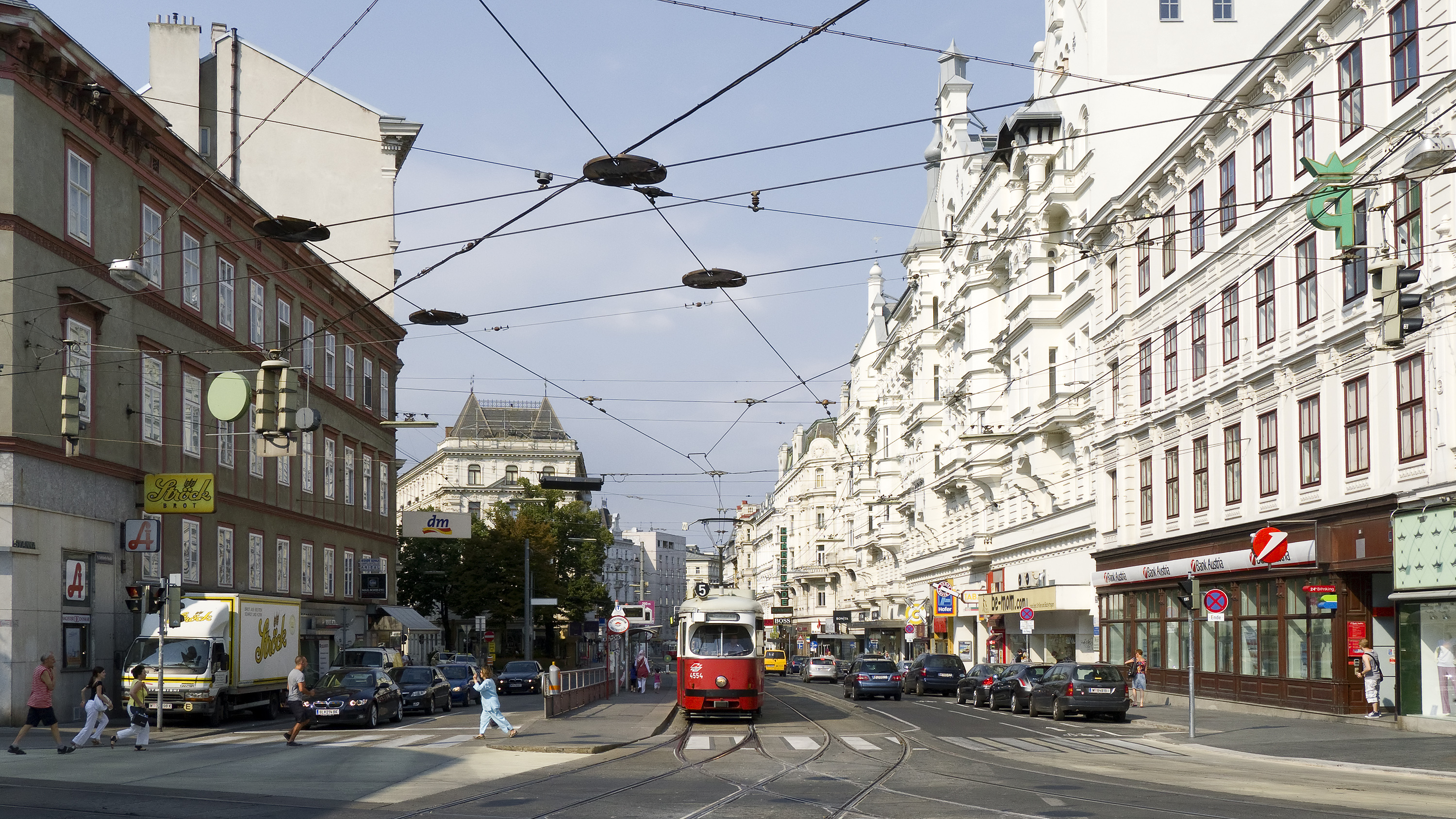
Beginn an der Währinger Straße
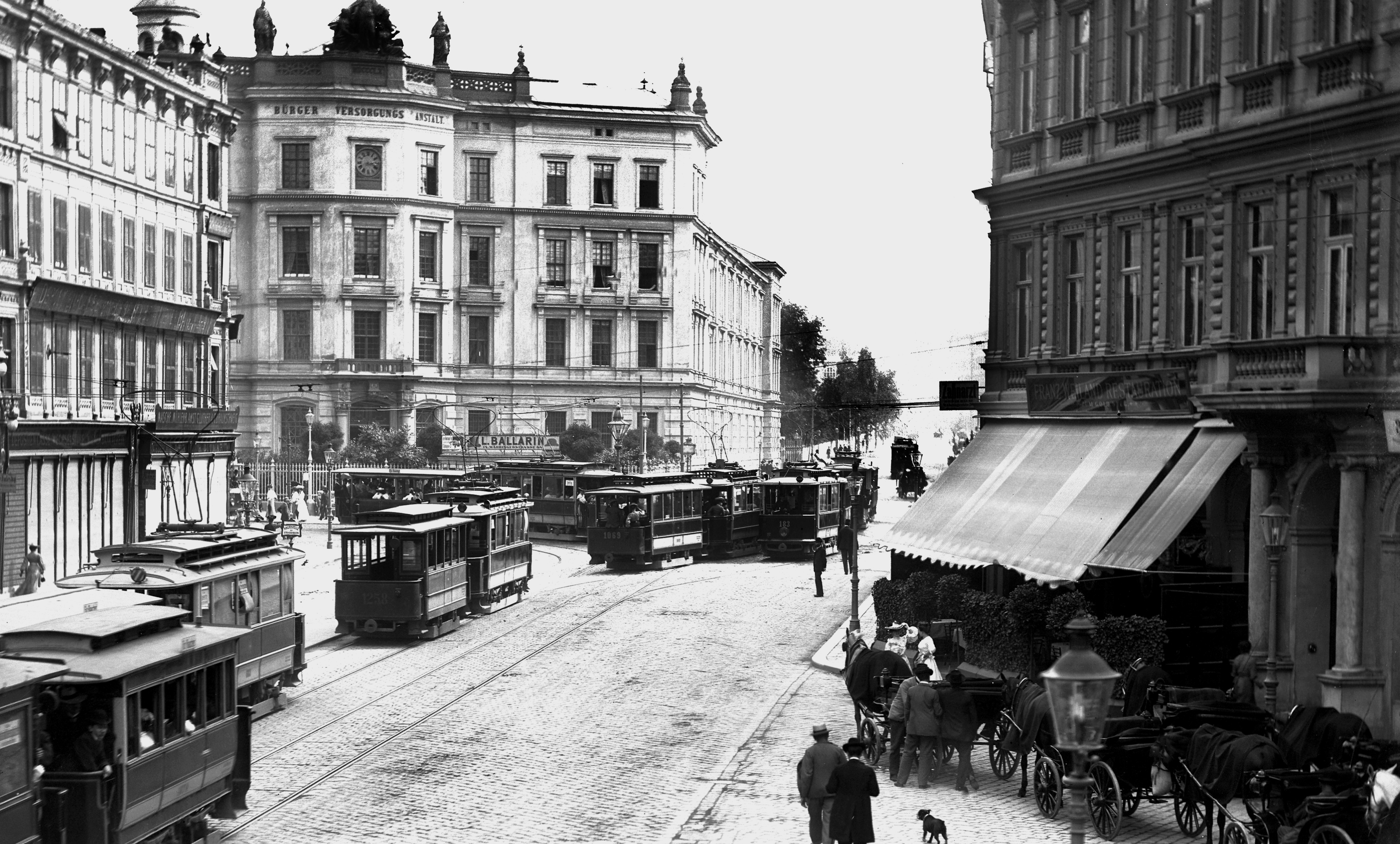
Kreuzung mit der Währinger Straße (ca. 1905)
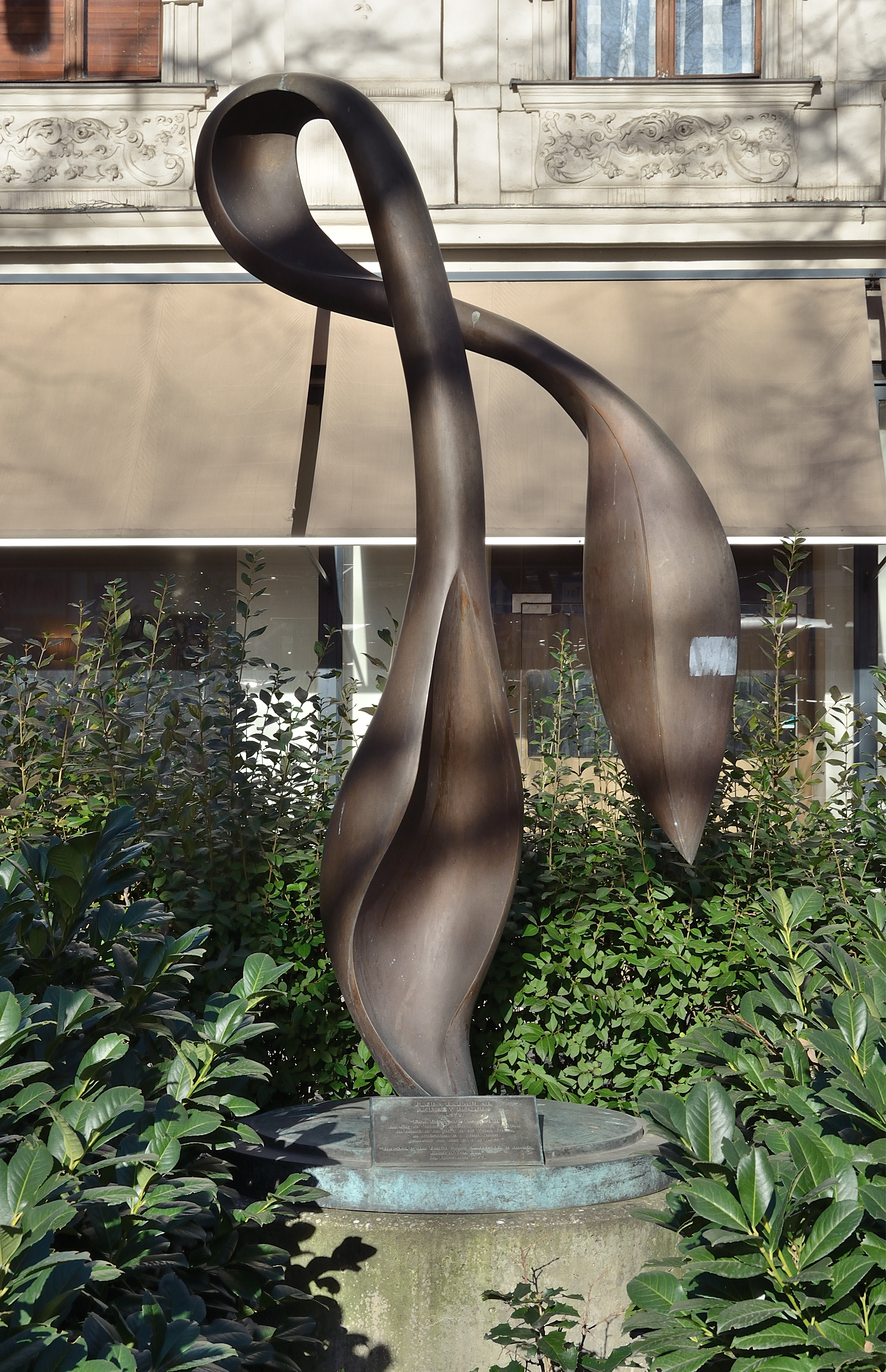
Flora Exemplar
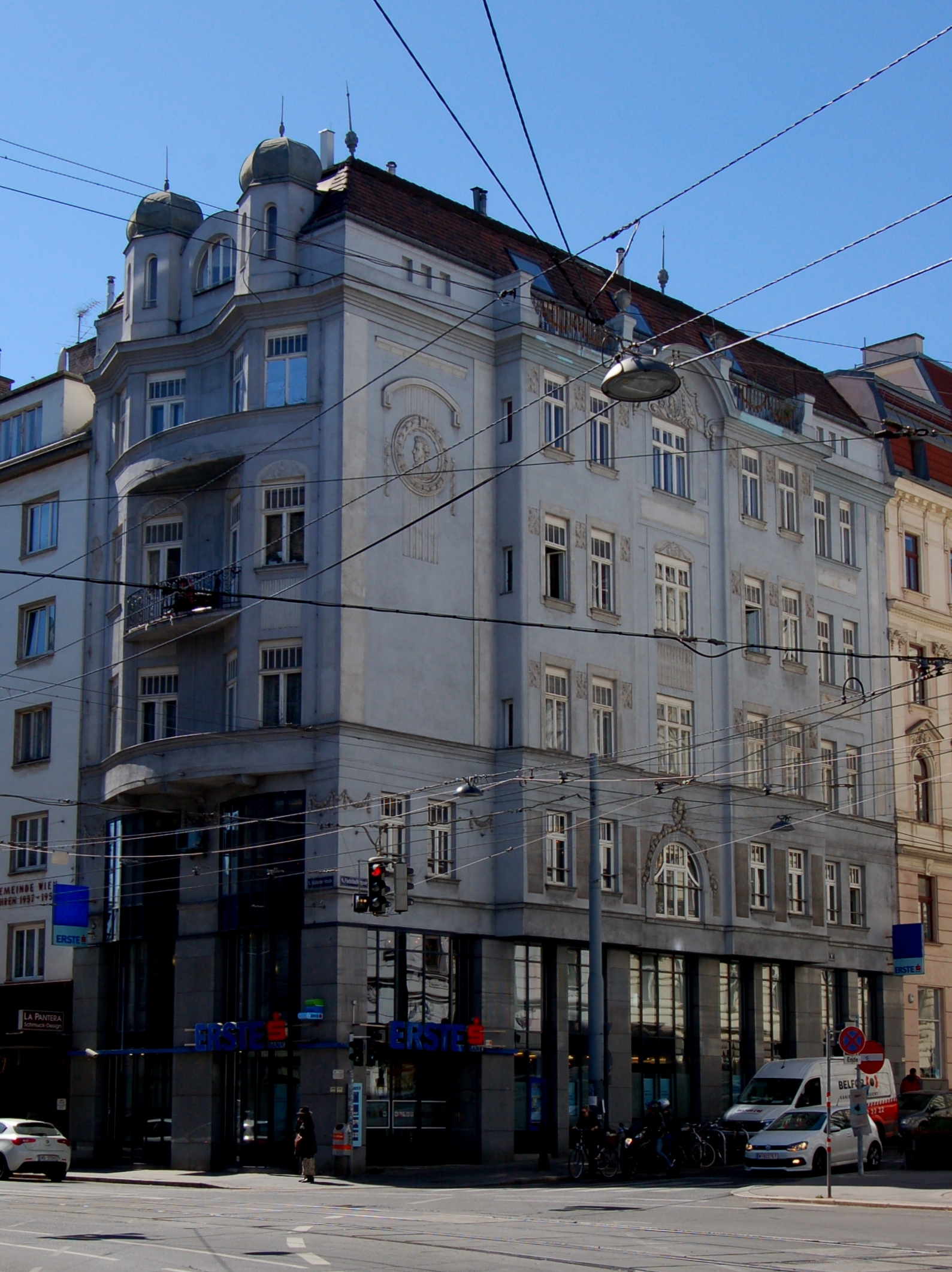
Nr. 15
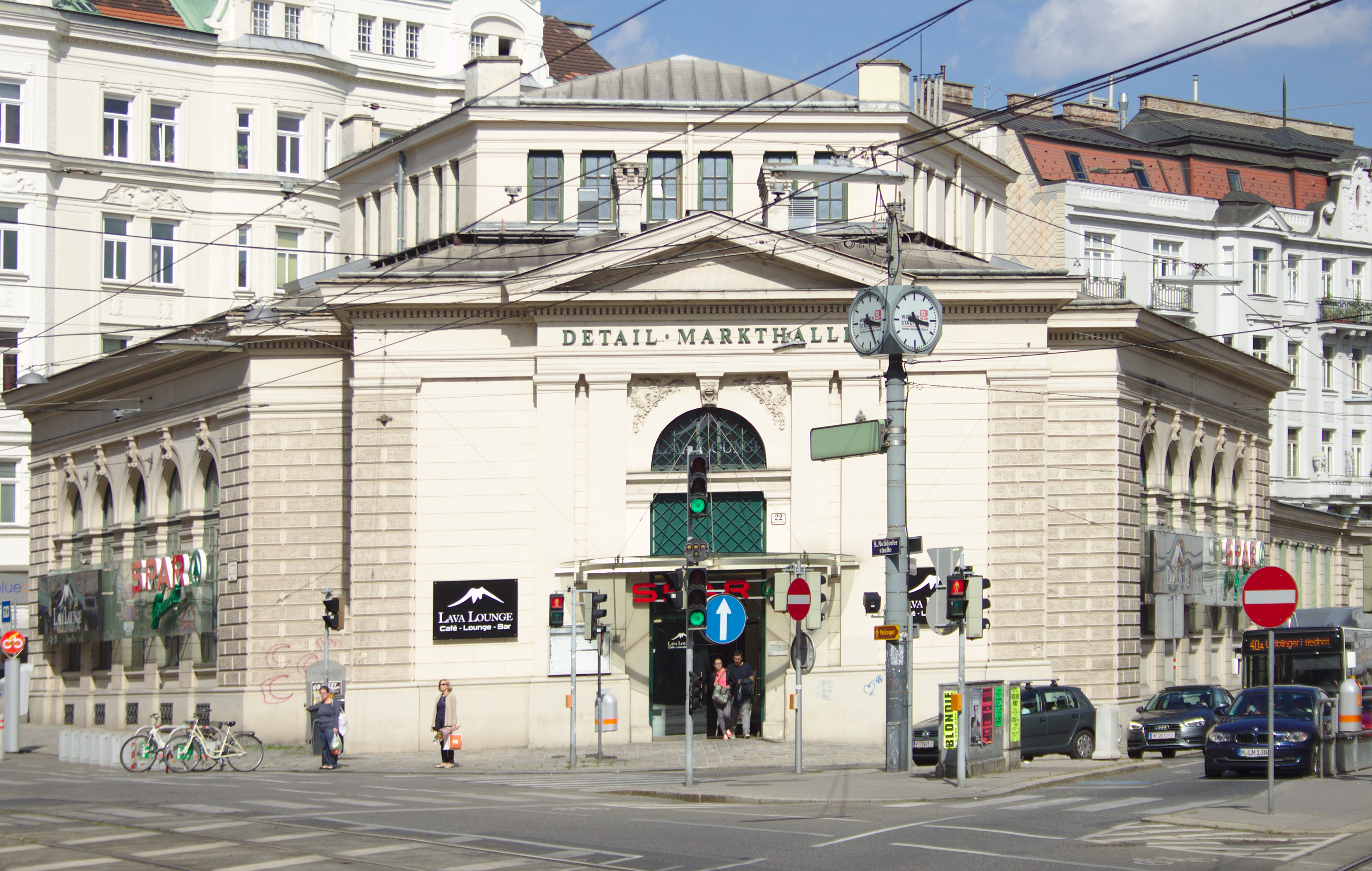
Markthalle
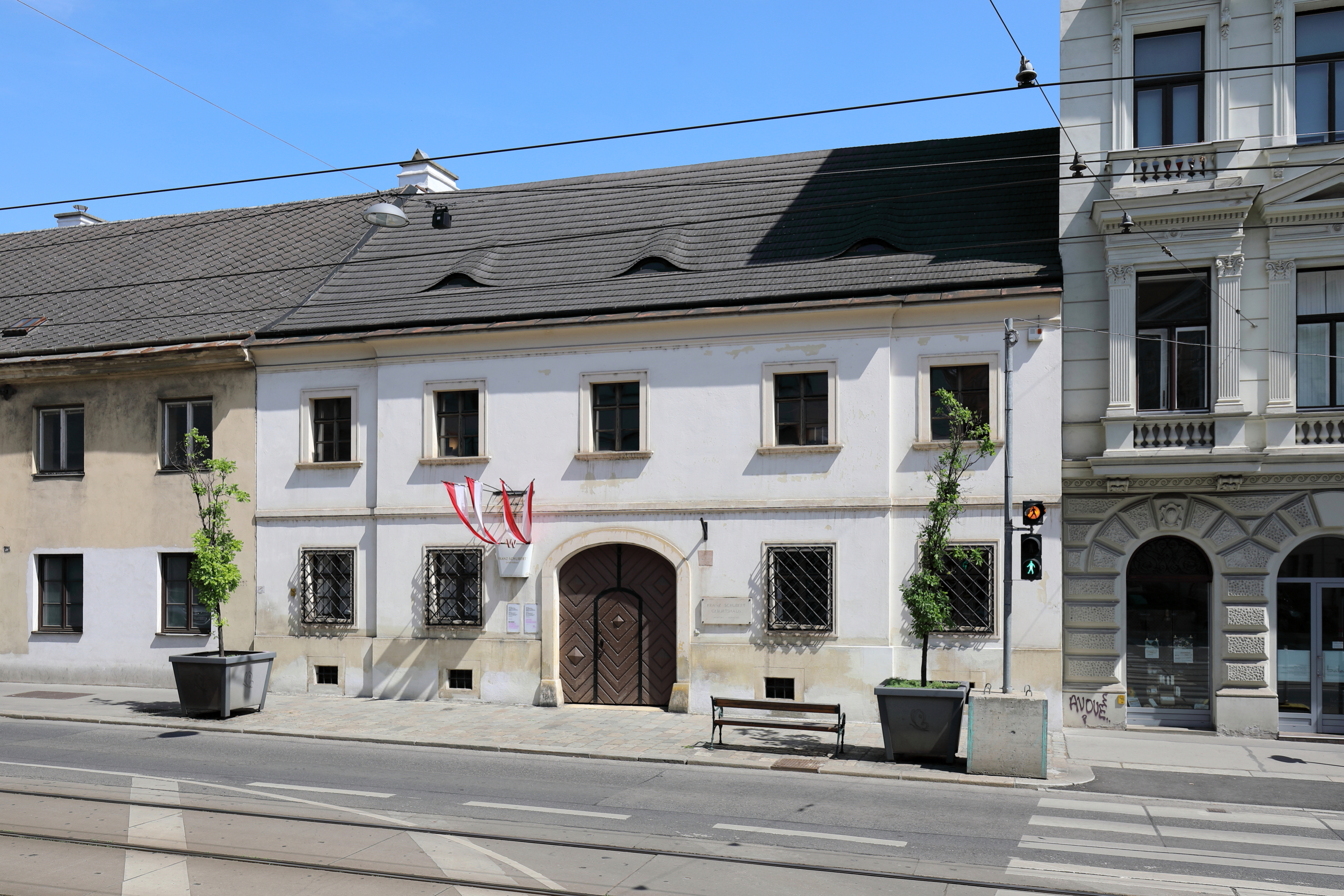
Schuberts Geburtshaus
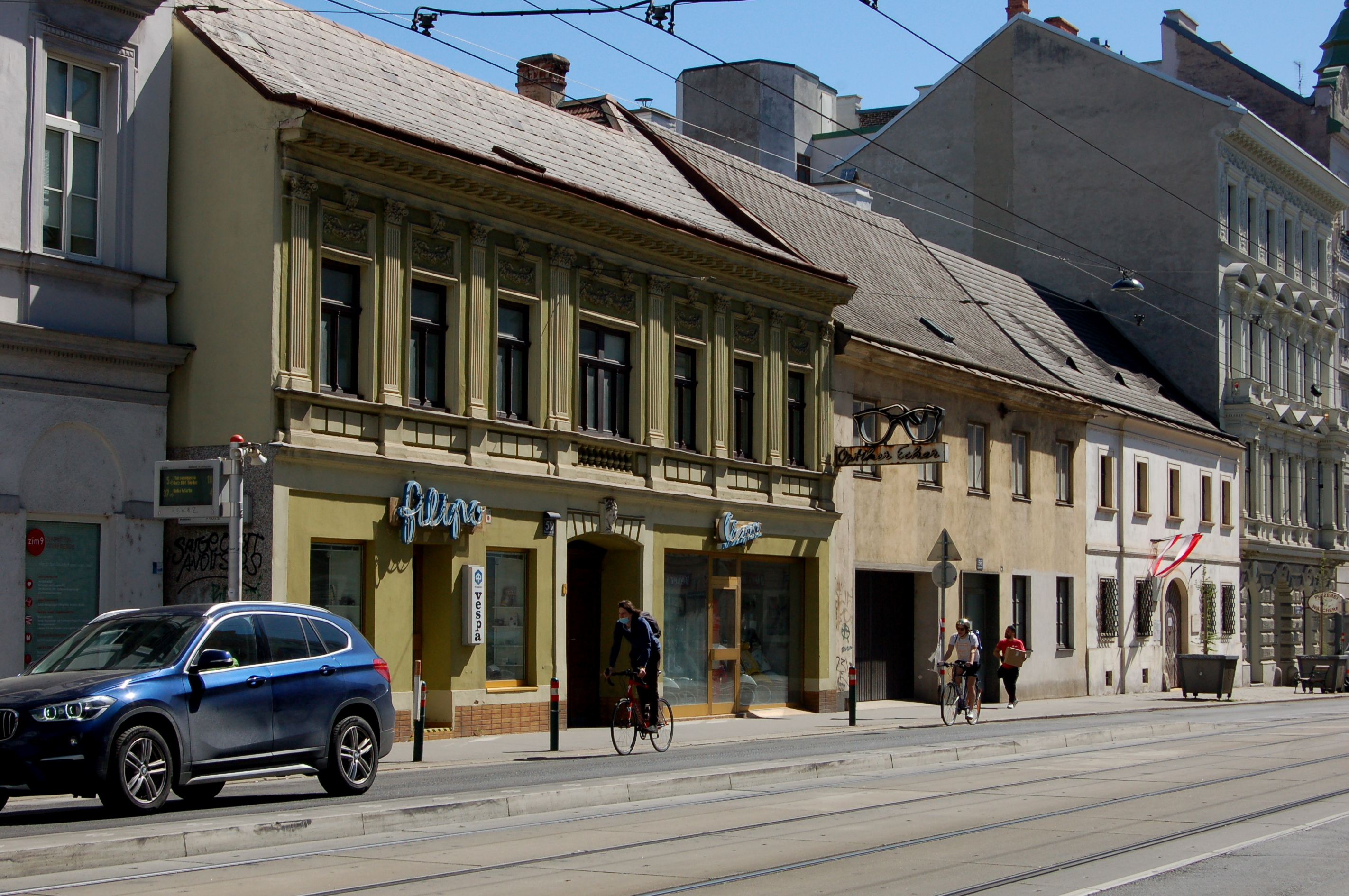
Ensemble Nr. 54 bis 58
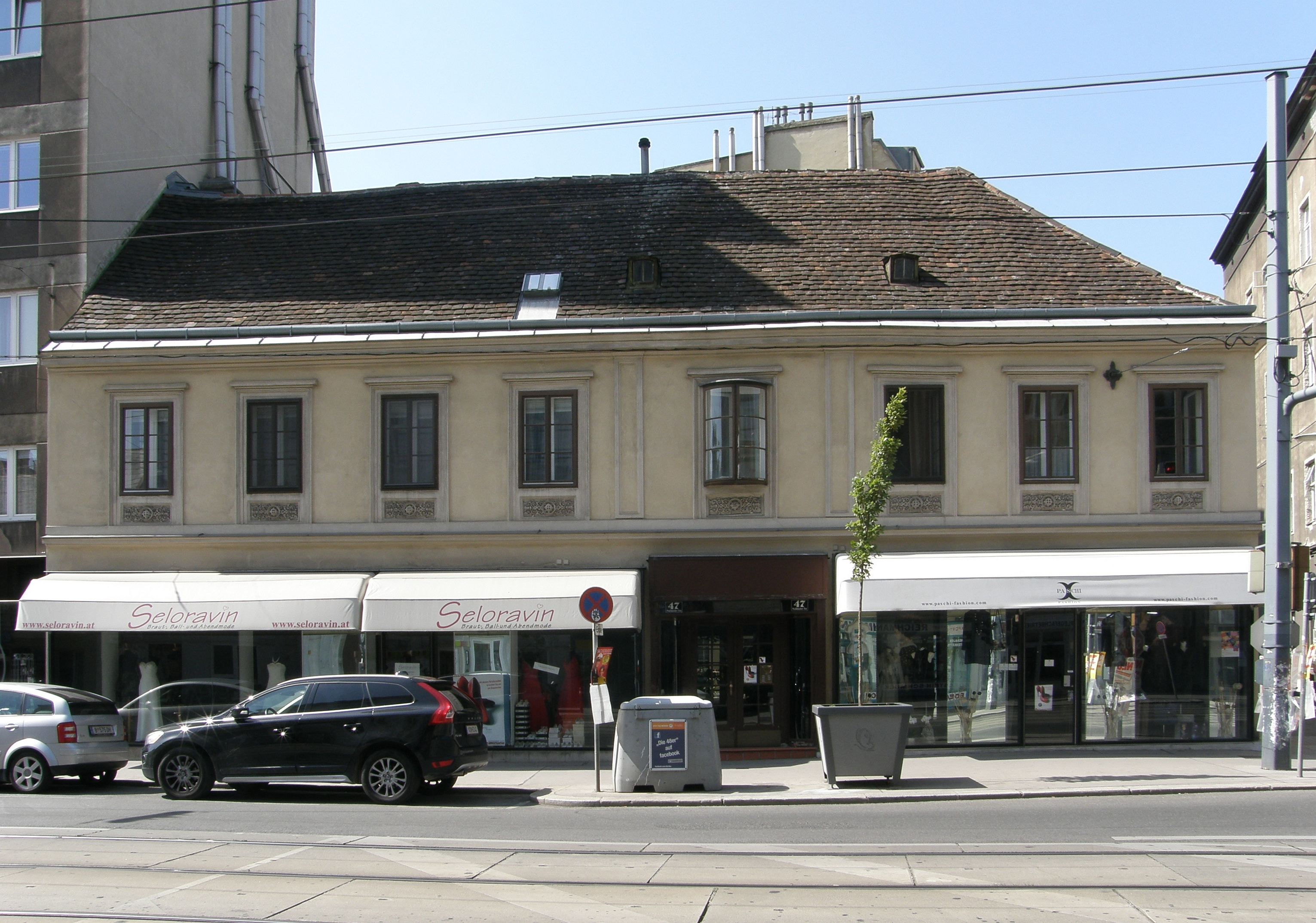
Nr. 47
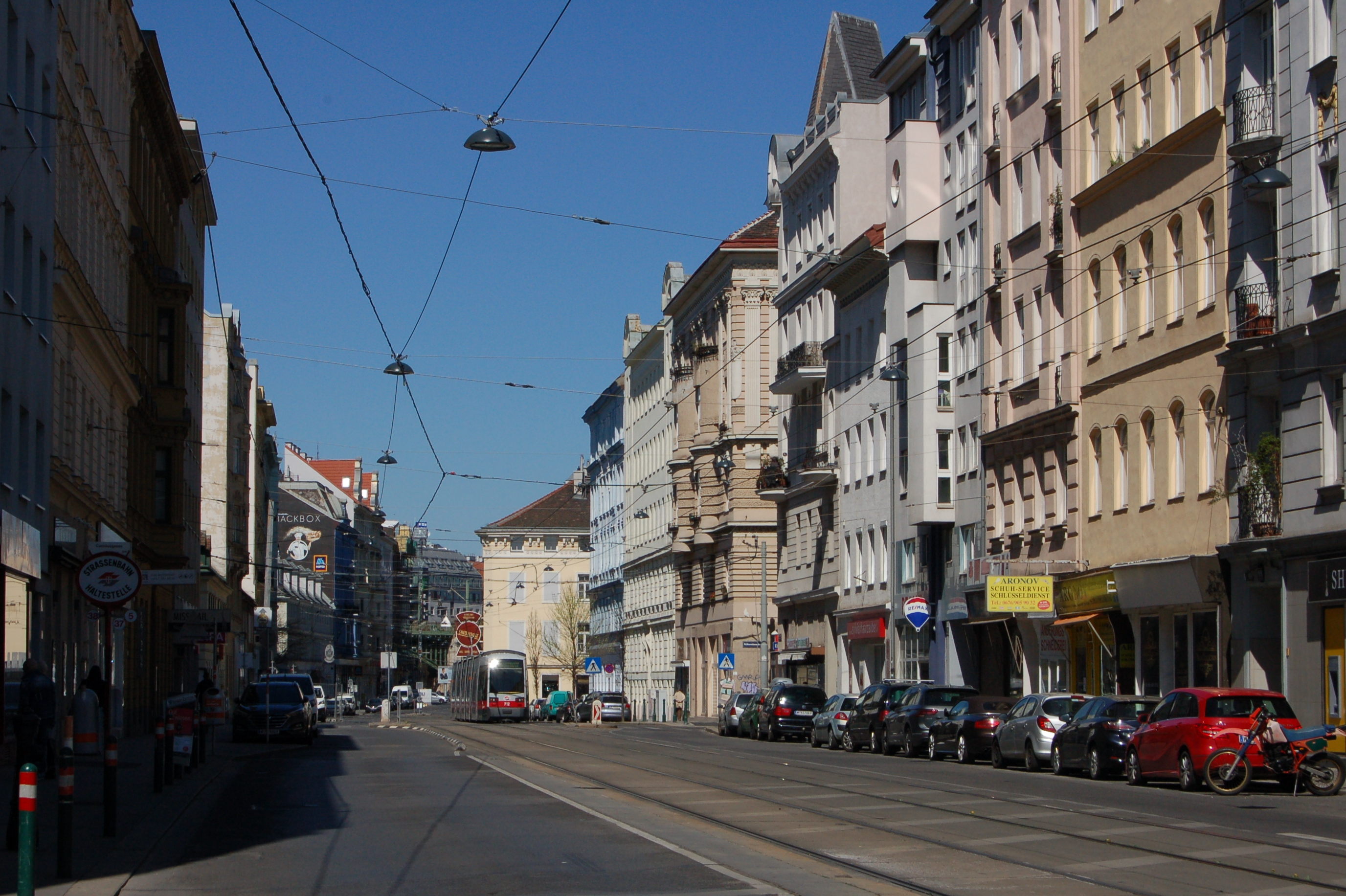
Bei der Canisiusgasse
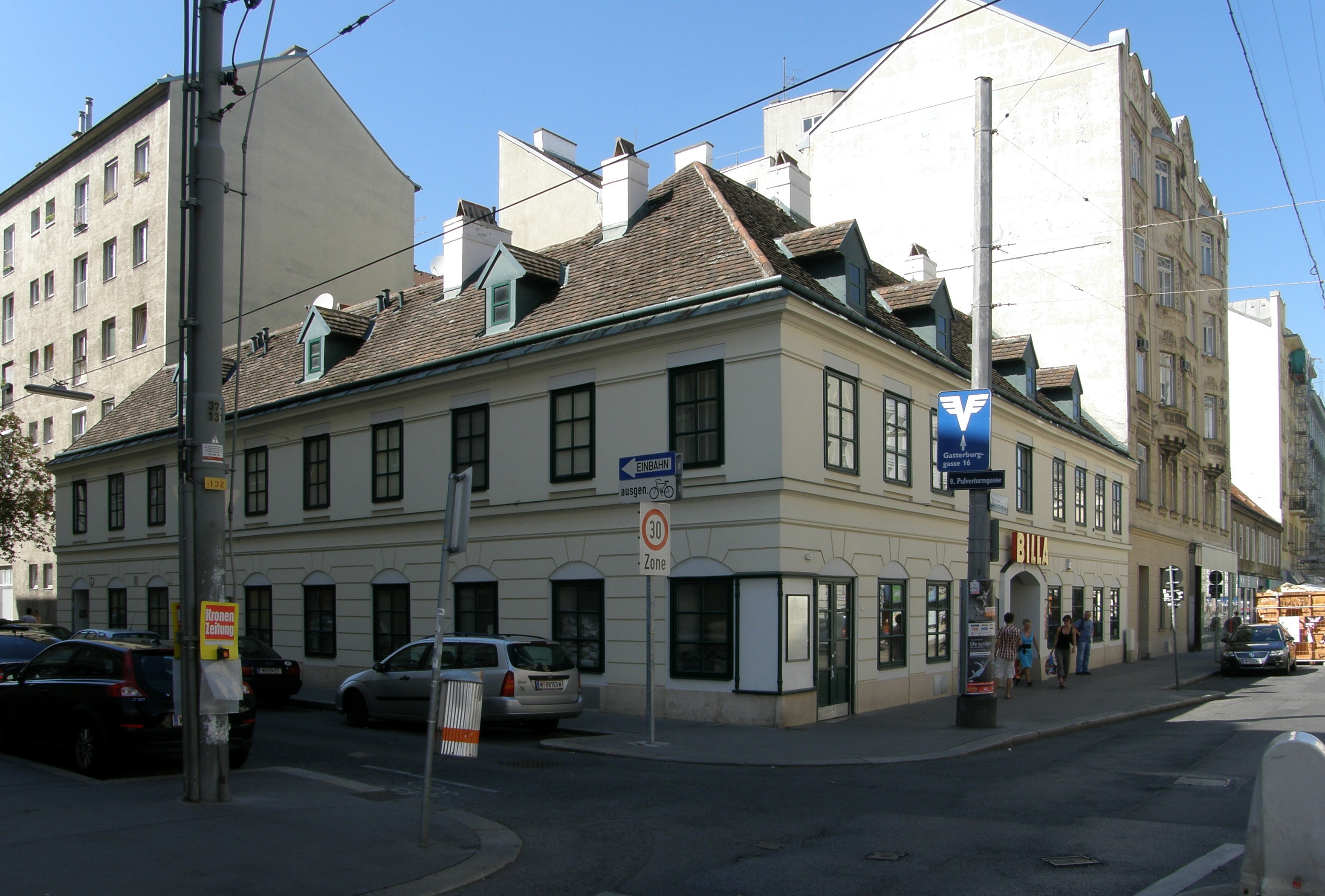
Nr. 59
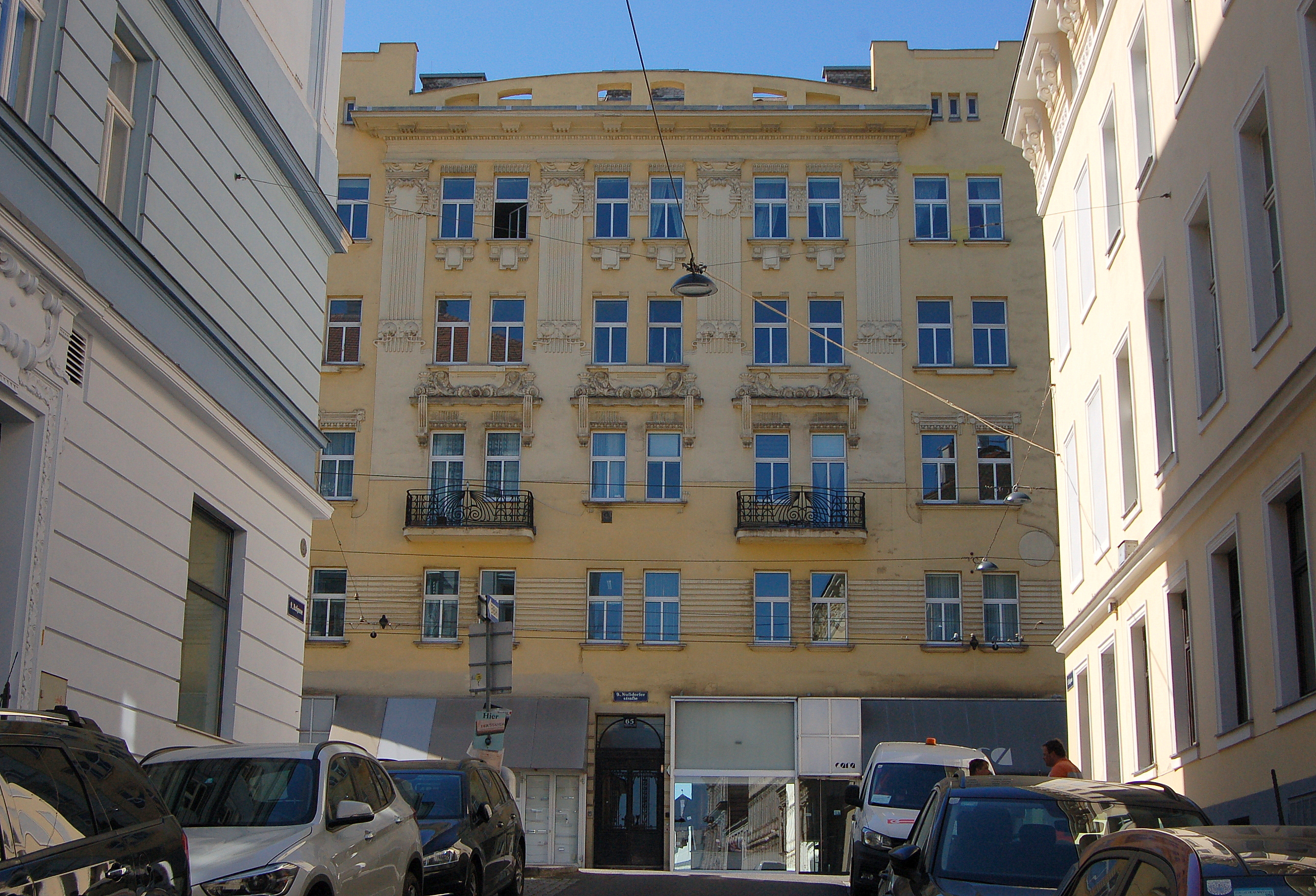
Nr. 65
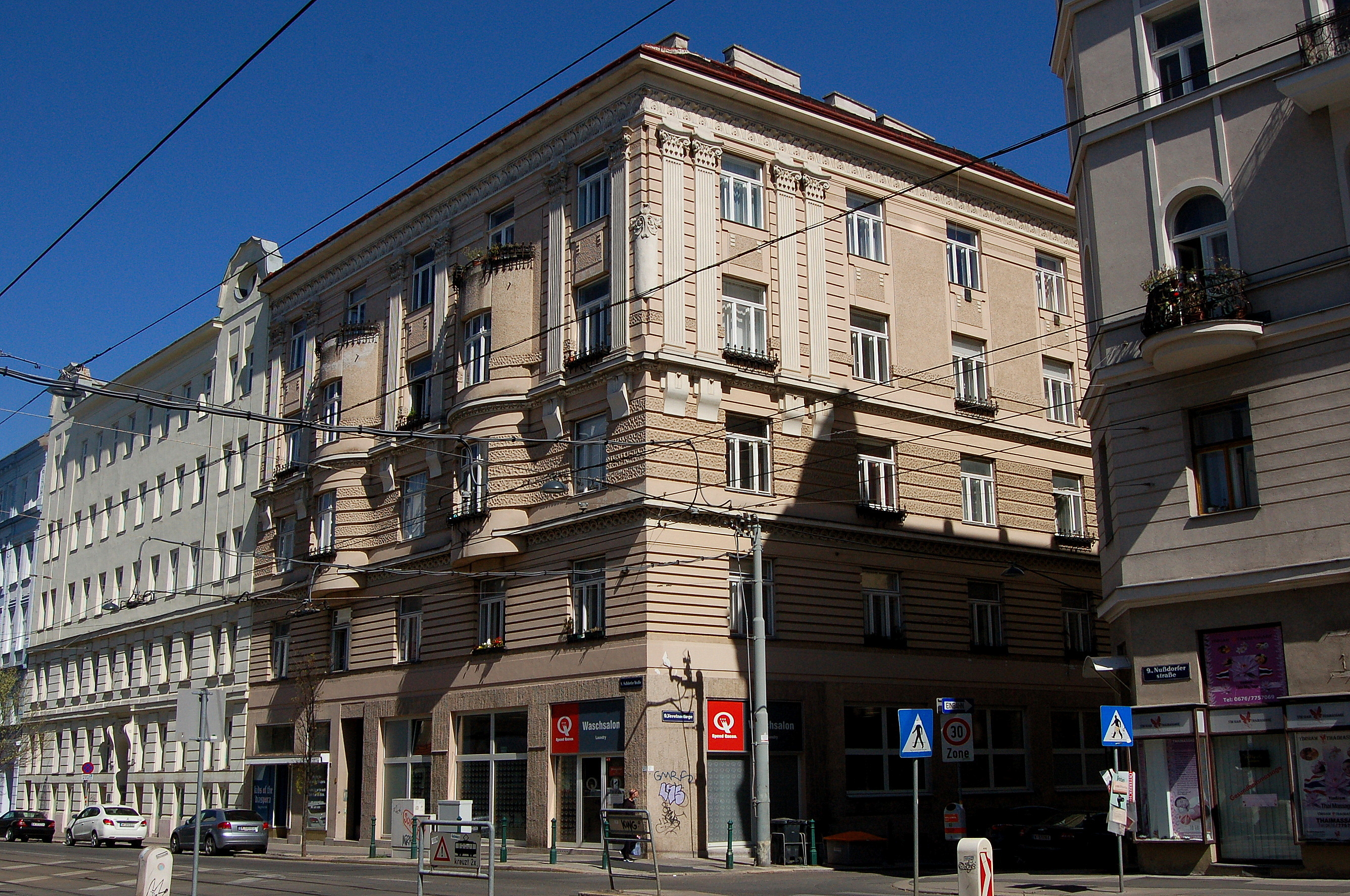
Nr. 80